# Allumette suédoise
Pour plus de détails, voir Fiche technique et Distribution.
Allumette suédoise (Шведская спичка) est un film soviétique réalisé par Konstantin Youdine, sorti en 1954,.

## Fiche technique
- Photographie : Igor Geleïn, Valentin Zakharov
- Musique : Vassili Chirinski
- Décors : Georgiï Turyljov, L. Duchina, Vassili Kovrigin
- Montage : Tatiana Zintchuk